# Olaran
Olaran és un nou barri de Vitòria en el Pla General d'Ordenació Urbana de 2000 que es troba dins el sector de Salburua. El barri no va començar a construir-se a causa de la crisi econòmica i no es van acabar les edificacions fins al 2010.
El barri està situat a la frontera sud-oriental i està construït al voltant de la riera. Està a l'oest de la zona industrial d'Oreitiasolo, al nord amb Izarra i Larrein, al sud amb Zubigarai i a l'est amb terres agrícoles.